# Roy Moore
Pour les articles homonymes, voir Moore.
Roy Stewart Moore, né le 11 février 1947 à Gadsden (Alabama), est un magistrat et homme politique américain. Membre du Parti républicain, il est président de la Cour suprême de l'Alabama entre 2001 et 2003 et entre 2013 et 2017. 
Roy Moore est connu pour son opposition aux décisions de la Cour suprême des États-Unis.
En 2003, il est ainsi démis de ses fonctions pour son refus d'enlever le monument religieux judéo-chrétien célébrant les Dix commandements qu'il fait installer devant le tribunal suprême d'Alabama en dépit de l'ordre qu'il reçoit d'un juge fédéral.
Le 26 septembre 2017, il remporte face à Luther Strange le second tour de la primaire républicaine en vue de l'élection sénatoriale partielle en Alabama, prévue le 12 décembre de la même année. Il devient ainsi officiellement le candidat républicain pour reprendre le siège de l'ancien sénateur Jeff Sessions, devenu procureur général des États-Unis dans l'administration de Donald Trump. Accusé durant la campagne d'abus sexuels, il est battu par le candidat démocrate Doug Jones. 
Il s'est également fait remarquer pour ses positions fondamentalistes et homophobes.

## Biographie

### Jeunesse et études
Moore suit ses parents dans les déplacements professionnels de son père, qui exerce divers métiers (construction de barrages pour la Tennessee Valley Authority, puis agent pour un dépôt de l'armée américaine ; ses parents habitent successivement le Texas, et la Pennsylvanie avant de revenir en Alabama. Il termine ses études secondaires dans le comté d'Etowah (Alabama). Il entre à West Point, grâce au parrainage (obligatoire) d'un élu démocrate. Il en sort en 1969, et fait un début de carrière dans la police militaire, en particulier en Allemagne puis au Viêt Nam. Les hommes sous ses ordres l'auraient surnommé « Captain America » en raison de son style musclé, pas trop attaché au respect du règlement. Il quitte l'armée en 1974, avec le grade de capitaine, et entame des études de droit à l'université de l'Alabama, d'où il sort en 1977 avec un titre équivalent à un doctorat en droit (Juris Doctor).

### Juge de l'Alabama
Roy Moore commence sa carrière judiciaire comme magistrat d'une cour de circuit de l'Alabama, dans les années 1990. Il commence à attirer l'attention nationale en installant une copie des Dix commandements dans le hall[source insuffisante] de son tribunal. À l'initiative de l'ACLU, la cour d'appel lui demande de retirer cette sculpture religieuse d'un bâtiment public, mais la Cour suprême de l'Alabama annule cette décision. Roy Moore est depuis surnommé le Ten Commandments Judge.
Cette notoriété lui permet d'être élu à la présidence de la Cour suprême de l'Alabama en 2000, avec 54 % des voix.
Dans une décision de 2001, D.H. vs. H.H., il préfère accorder la garde d'un enfant à un père violent plutôt qu'à une femme lesbienne, estimant que son orientation sexuelle était suffisante pour l'empêcher d'avoir la garde,.
La même année, le président Moore fait installer une stèle de granit de 2,5 tonnes représentant les Tables de la Loi dans le bâtiment de la Cour suprême, estimant que la loi « du Dieu législateur » inspire la constitution du pays et supplante la loi ordinaire. Après plusieurs années de combat judiciaire, la justice fédérale estime que ce monument viole le premier amendement de la Constitution des États-Unis. Moore refuse d'exécuter cette décision de justice. Il est suspendu de son poste le 22 août 2003 et la stèle est retirée le lendemain. En novembre 2003, il est démis de ses fonctions à l'unanimité par la Cour de la magistrature de l'Alabama.
En 2003, des lois anti-sodomie sont invalidées par la Cour suprême dans 14 États. Pour Roy Moore, cette dernière « a détruit l'institution de Dieu ».

### Candidatures politiques
Devenu une icône des conservateurs américains, Roy Moore envisage un temps d'être le candidat du Parti de la Constitution à l'élection présidentielle américaine de 2004.
Il se présente au poste de gouverneur de l'Alabama en 2006. Lors de la primaire républicaine, il affronte le sortant Bob Riley. En janvier 2006, Moore domine les sondages. Cependant, en raison de ses gaffes et de sa focalisation sur les questions de société, les intentions de vote en faveur de Moore diminuent. Porté par la bonne santé économique de l'État et les difficultés de son adversaire, Riley rattrape son retard et remporte les deux-tiers des voix.
À nouveau candidat en 2010, l'ancien juge finit quatrième de la primaire républicaine avec 19 % des suffrages.

### Retour à la Cour suprême
En 2012, il se représente à la présidence de la Cour suprême de l'Alabama. Après avoir battu deux candidats républicains avec des fonds plus importants, il remporte l'élection générale avec 52 % des voix face au démocrate Bob Vance.
Lorsqu'en 2015 la justice fédérale déclare l'interdiction du mariage homosexuel en Alabama inconstitutionnelle, Roy Moore avertit qu'« aucun juge d’homologation ni aucun agent ou employé d'un juge d'Alabama ne doit émettre ou reconnaître de certificat de mariage qui soit en contradiction » avec la Constitution de l'État, interdisant le
mariage homosexuel. La plupart des comtés ruraux de l'État suivent alors sa décision et refusent de délivrer des licences de mariage aux couples homosexuels, voire à tous les couples. 
Malgré l'arrêt de la Cour suprême des États-Unis Obergefell v. Hodges, qui légalise le mariage homosexuel à travers les États-Unis, Moore continue d'interdire aux juges aux affaires familiales de l'État d'octroyer des certificats de mariage aux couples de même sexe. Même si la majorité des magistrats ignorent ses ordres, Moore est suspendu provisoirement en mai 2016, après une plainte de la Commission d'enquête judiciaire considérant qu'il a « fait preuve d'un mépris flagrant et abusé de son autorité ». En septembre, la Cour de la magistrature choisit à l'unanimité de le suspendre pour le reste de son mandat, qui doit s'achever en 2019. Contrairement à 2003, la Cour n'est pas unanime pour le démettre de ses fonctions. En réaction, il critique les « groupes radicaux homosexuels et transgenres » qui l'ont attaqués parce qu'il s'opposait à « leur agenda immoral ». Roy Moore ne pouvant se représenter en 2019 en raison de son âge, cette décision marque la fin de sa carrière judiciaire. Certains commentateurs politiques estiment toutefois que cette défaite professionnelle est une victoire politique, faisant passer Moore pour un martyr aux yeux de l'électorat conservateur républicain.

### Candidatures au Sénat
En avril 2017, Roy Moore annonce sa candidature au Sénat des États-Unis lors d'une élection partielle visant à pourvoir le siège de Jeff Sessions, nommé ministre de la justice de Donald Trump. Lors de sa déclaration de candidature, il met l'accent sur ses valeurs conservatrices, précisant « ma position a toujours été Dieu d'abord, la famille puis le pays ». Sa candidature est notamment soutenue par l'acteur Chuck Norris. À une semaine des primaires républicains, un sondage le donne en tête des intentions de vote devant le sénateur par intérim Luther Strange et le représentant Mo Brooks. Il arrive effectivement en tête du premier tour avec 39 % des suffrages, devant Strange (33 %) et Brooks (20 %). Durant l'entre-deux-tours, son adversaire est activement soutenu par Donald Trump et Mitch McConnell, qui dirige la majorité républicaine au Sénat. Le duel est vu comme une bataille entre l'establishment du Parti républicain et l'aile droite du parti, Moore recevant notamment le soutien de Steve Bannon et Sarah Palin,. Malgré les millions de dollars dépensés pour des publicités en sa défaveur, Moore domine l'ensemble des sondages. Le 26 septembre 2017, il remporte la primaire avec environ 55 % des voix. Le président Donald Trump supprime alors ses tweets contre Roy Moore et déclare qu'il s'agit d'« un type super qui a mené une campagne fantastique ».
Le 9 novembre 2017, un mois avant l'élection, le Washington Post publie (dans le contexte de l'affaire Harvey Weinstein) les confidences d'une femme qui explique qu'en 1979, alors qu'elle était âgée de quatorze ans, elle a été victime d'attouchements perpétrés par Moore. Trois autres femmes confirment qu'elles furent également approchées par Moore à la même époque alors qu'elles étaient âgées de seize à dix-huit ans, mais que les relations n'allèrent jamais au-delà de simple baisers. Moore et son équipe de campagne démentent les faits, et évoquent une attaque par le Washington Post et le Parti démocrate ainsi que des « fake news ».
Le 12 décembre, Roy Moore est battu par son adversaire démocrate Doug Jones,, qui recueille 49,9 % des voix, contre 48,4 % pour Moore. Ce siège sénatorial échappe ainsi aux Républicains pour la première fois depuis 1992. Cette défaite surprenante du Républicain peut s'expliquer selon certains par des accusations de harcèlement sexuel survenues en novembre 2017 de la part de sept femmes. Ces affirmations peuvent justifier un taux de participation inhabituel élevé des femmes noires, électorat nettement favorables aux démocrates, ainsi qu'à une démobilisation des électeurs ruraux et blancs, votant habituellement républicain,.
Le lendemain du jour l'élection, le 13 décembre 2017, Roy Moore publie une vidéo pour annoncer qu'il refuse de concéder la victoire à son adversaire démocrate, Doug Jones. Invoquant les principes fondamentaux de l'Amérique, les problèmes socio-économiques que les États-Unis rencontrent actuellement et l'écart serré qui le sépare du vainqueur annoncé, il demande un recompte des votes afin de les départager. Plusieurs de ses partisans évoquent des irrégularités dans le dépouillement des votes. Le 28 décembre, il dépose une contestation judiciaire auprès de la cour de Montgomery en vue de faire constater « les preuves d’une potentielle fraude électorale », et de décaler l'officialisation des résultats. Cependant, la cour rejette la motion de Moore le jour même de son dépôt et dans les heures qui suivent les autorités de l'Alabama officialisent la victoire du démocrate Doug Jones,. Néanmoins, il fait publier un communiqué où il refuse de concéder sa défaite.
Durant cette campagne, Moore est victime d'une désinformation par fabrication de faux « robots russes ». Des experts technologiques de tendance démocrate créent des centaines de comptes Twitter en langue russe qui suivent Moore. Ces experts créent aussi une page Facebook où ils se présentent comme des conservateurs et cherchent à diviser les républicains. Dans un rapport du groupe, vu par le New York Times, on lit :  « Nous avons orchestré, de façon élaborée, une opération sous fausse bannière qui a implanté l'idée que la campagne de Moore était amplifiée sur les médias sociaux par un réseau de robots russes ». Un des auteurs de cette opération sous fausse bannière est Jonathon Morgan, directeur de New Knowledge, une firme de sécurité qui a écrit sur les ingérences russes dans les élections de 2016 un rapport très accusateur publié en décembre 2018 par le Senate Intelligence Committee. Jonathon Morgan ne nie pas les faits, mais les présente comme une expérience de faible envergure visant à comprendre comment cette sorte d'opération fonctionne.
Roy Moore tente une nouvelle fois de conquérir ce siège de sénateur lors des élections sénatoriales de 2020. Malgré les réserves publiques de Donald Trump, il annonce sa candidature en juin 2019. Il termine quatrième de la primaire républicaine avec environ 7 % des suffrages, loin derrière l'ancien entraîneur de football américain Tommy Tuberville, l'ancien sénateur Jeff Sessions et le représentant Bradley Byrne qui rassemblent tous plus d'un quart des voix.

## Positions politiques
Roy Moore est un républicain évangélique conservateur, estimant que l'homosexualité devrait être illégale (il déclare ainsi que c'est « une déviance, un crime contre la nature, le mal intrinsèque »), que l'islam est contraire aux principes de la constitution et que les attentats du 11 septembre 2001 pourraient être une punition divine,. Durant le débat de l'élection sénatoriales de 2017, il déclare « la criminalité, la corruption, l’immoralité, l’avortement, la sodomie, les perversions sexuelles dévastent notre pays ».
Vox.com le décrit comme un « théocrate chrétien » et rappelle ses convictions selon lesquelles « les lois de Dieu sont toujours supérieures aux lois des hommes ». Il entretiendrait des liens avec le mouvement du « reconstructionnisme chrétien » (en anglais Christian Reconstructionism (en)) qui prône le remplacement intégral du système juridique américain par un autre qui serait basé sur la loi mosaïque. Il est également opposé à la théorie de l'évolution.

## Vie personnelle
Il est chrétien baptiste, membre de l’Église baptiste de Gallant.

## Accusations d'abus sexuels
En novembre 2017, Roy Moore est accusé par au moins sept femmes d'abus sexuels.